# Matilde Elena López
Matilde Elena López, född 20 februari 1919 i San Salvador, död där 11 mars 2010, var en salvadoransk rösträttsaktivist. Hon spelade en ledande roll inom rörelsen för rösträtt för kvinnor i sitt land.